# Eva Maydell
Eva Maydell (en bulgare : Ева Майдел), née Paunova (Паунова) le 26 janvier 1986 à Sofia, est une femme politique bulgare, membre du parti Citoyens pour le développement européen de la Bulgarie (GERB). 

## Biographie
Eva Maydell est élue en mai 2014 au Parlement européen et réélue en 2019 puis en 2024. Elle siège au sein du groupe du Parti populaire européen (PPE).